# Hilde Heltberg
Hilde Heltberg, född 30 september 1959 i Oslo, död 4 september 2011 i Oslo, var en norsk sångerska, låtskrivare och gitarrist. Hon var känd för sin personliga röst och breda musikstil, som sträckte sig från pop och visrock till country och blues.

## Biografi
Hilde Heltberg växte upp i Oslo och började sin musikaliska bana under 1970-talet. Hon debuterade som artist genom att delta i talangtävlingen Talentiaden i NRK 1980, och blev därefter medlem i Uncle John's Band, ett countryinfluerat visrockband.
Hennes solokarriär tog fart med albumet Hilde Heltberg (1982) og På bare bein (1983) producerat av Jonas Fjeld. Hon gav ut totalt 11 soloalbum, inklusive Noe vi deler (1985) och Elske det umulige (1991).
Hon medverkade även som vokalist på soundtracket till filmen Hockeyfeber (1983), där hon sjöng titelmelodin tillsammans med Henning Kvitnes. Under 1990-talet blev hon en etablerad låtskrivare och samarbetade med artister som Jonas Fjeld, Åge Aleksandersen, Paal Flaata, Hege Rimestad, Steinar Albrigtsen och Kvitnes.
Hon deltog i norska Melodi Grand Prix 1980 med "Maestro" (av Arne Schulze och Asbjørn Krogtoft), 1984 med "Ditt smil" (av Anne Grete Preus) och 1985 med "Livet har en sjanse" (av Heltberg och Stein Gulbrandsen), och skrev låten "If" tillsammans med Kari Iveland som Leif Anders Wentzel fremførte.
Från 2006 gick Heltberg med i trion Queen Bees, tillsammans med Anita Skorgan och Rita Eriksen, efter att Marianne Antonsen slutat.

## Sjukdom och bortgång
Hilde Heltberg avled den 4 september 2011 efter en tids sjukdom i cancer. Hon efterlämnade ett starkt musikaliskt arv och betraktas som en viktig röst i modern norsk vistradition.

## Diskografi
- 1982: Hilde Heltberg
- 1983: På bare bein
- 1984: Du og jeg (samlingsalbum)
- 1985: Noe vi deler
- 1985: Hilde Heltberg's ballader (samlingsalbum)
- 1991: Girls Don't
- 1997: Blant konger og lus
- 2004: Don't Come Closer
- 2005: Manda' morra – 14 sanger av Stein Ove Berg – med Henning Kvitnes, Roy Lønhøiden & Corazón
- 2009: Elske fritt
- 2012: Elske det umulige – en samling med de beste sangene 1992–2011